# George Foley
George Foley (fl. XX secolo) è stato un attore britannico del cinema muto.
Non si conoscono i suoi dati biografici. 

## Biografia
George Foley cominciò la sua carriera cinematografica nel 1912, per la British & Colonial Kinematograph Company, una casa di produzione londinese per cui girò The Adventures of Dick Turpin: The Gunpowder Plot. Nel secondo film, Robin Hood Outlawed, Foley interpretò il ruolo di frate Tuck, uno dei compagni della foresta di Sherwood. Ebbe poi ruoli da protagonista in alcuni film a un rullo. Nel 1915, passò a lavorare per altre case di produzione. 
Nel 1926, lasciò il cinema per ritornarvi nel 1930, quando girò Stranger Than Fiction, il suo ultimo film. Nella sua carriera, recitò in oltre sessanta pellicole.

## Filmografia
- The Adventures of Dick Turpin: The Gunpowder Plot, regia di Charles Raymond (1912)
- Robin Hood Outlawed, regia di Charles Raymond (1912)
- Jobson's Luck, regia di H.O. Martinek (1913)
- With Human Instinct, regia di H.O. Martinek (1913)
- The Wager, regia di Harold Brett (1913)
- Just a Girl, regia di Charles Weston (1913)
- The Battle of Waterloo, regia di Charles Weston (1913)
- Through the Clouds, regia di Charles Weston (1913)
- Lieutenant Daring and the Mystery of Room 41, regia di Charles Weston (1913)
- A Tragedy in the Alps, regia di Charles Weston (1913)
- The Life of Shakespeare o Loves and Adventures in the Life of Shakespeare, regia di Frank R. Growcott e J.B. McDowell (1914)
- The Midnight Wedding, regia di Ernest G. Batley (1914)
- Lieutenant Daring and the Stolen Invention, regia di Ernest G. Batley (1914)
- When London Sleeps, regia di Ernest G. Batley (1914)
- The King's Romance, regia di Ernest G. Batley (1914)
- An Englishman's Home, regia di Ernest G. Batley (1914)
- The Life of an Actress, regia di Charles Weston (1915)

- Trent's Last Case, regia di Richard Garrick (1920)

- Lieutenant Daring RN and the Water Rats, regia di Edward Gordon, Percy Moran e James Young Deer (1924)

- Stranger Than Fiction (1930)